# Power Construction Corporation of China
Power Construction Corporation of China (SSE: 601669) PowerChina er en statsejet kinesisk virksomhed, der bygger elværker og anden energiinfrastruktur. PowerChina har 779 datterselskaber og 132.583 ansatte. De har bl.a. opført vandkraftværker og termiske kraftværker igennem: Sinohydro, HydroChina, HDEC, SEPCO og SEPCO III.